# Warloy-Baillon
Warloy-Baillon är en kommun i departementet Somme i regionen Hauts-de-France i norra Frankrike. Kommunen ligger i kantonen Corbie som tillhör arrondissementet Amiens. År 2022 hade Warloy-Baillon 749 invånare.

## Befolkningsutveckling
Antalet invånare i kommunen Warloy-Baillon
| Referens: INSEE |